# NGC 6535
NGC 6535 في الفهرس العام الجديد، هي مجرة، تقع في كوكبة الحية. اكتشفت في 26 أبريل 1852 بواسطة جون راسل هند.

## روابط خارجية
- NGC 6535 على موقع ويكي سكاي: DSS2, SDSS, GALEX, IRAS, Hydrogen α, X-Ray, Astrophoto, Sky Map, Articles and images